# تپه بنه
تپه بنه مربوط به دوره اشکانیان - دوره ساسانیان است و در شهرستان گرمی، بخش مرکزی، دهستان اجارود مرکزی، روستای تپه واقع شده و این اثر در تاریخ ۲۷ اسفند ۱۳۸۶ با شمارهٔ ثبت ۲۲۶۱۹ به‌عنوان یکی از آثار ملی ایران به ثبت رسیده است.